# Nowyj Mir (obwód kurgański)
Nowyj Mir (ros. Новый Мир) – osiedle w Rosji, w obwodzie kurgańskim, w rejonie jurgamyskim. W 2010 liczyło 1325 mieszkańców.